# Lissie von Rosen
Emma Ida Lissie von Rosen, ursprungligen Emma Ida Louise von Rosen, född den 19 maj 1901 i Kungsholms församling i Stockholm, död den 12 februari 1996 i Slottsstadens församling i Malmö, var en svensk sångerska. Hon var dotter till Alfred von Rosen och dotterdotter till Theodor Schütze.
Lissie von Rosen genomgick Margaretaskolan i Stockholm och musikaliska akademien 1926–1927, varefter hon bedrev sångstudier för Ellen Beck i Köpenhamn, Angelica Pandolfini i Nice och Fred Hussler i Berlin. Hon genomförde konsertresor 1929–1943 i England, Frankrike, Tyskland, Österrike, Ungern, Italien och Balkanländerna. Dessutom gästspelade hon på operor i Frankrike som Charlotte i Werther, Margarethe i Faust och Micaela i Carmen, i Tyskland som Parmina i Trollflöjten, Agathe i Friskytten och Martha i Evangeliemannen.
Lissie von Rosen gifte sig första gången 1920 med disponenten Gunnar Wingårdh, bosatt i Helsingborg, och andra gången 1940 med sin kusin, docenten Sophus von Rosen, bosatt i Malmö. Hon fick två barn i första äktenskapet: Björn Wingårdh (1922–2013) och Stig Wingårdh (1924–2017). Hon tillhörde en pommersk släkt, den ointroducerade adliga ätten von Rosen (från Stralsund). Hon är, tillsammans med sin andre man och sonen Stig, begraven på Östra Strö kyrkogård.